# Quedlinburger Wüstungen

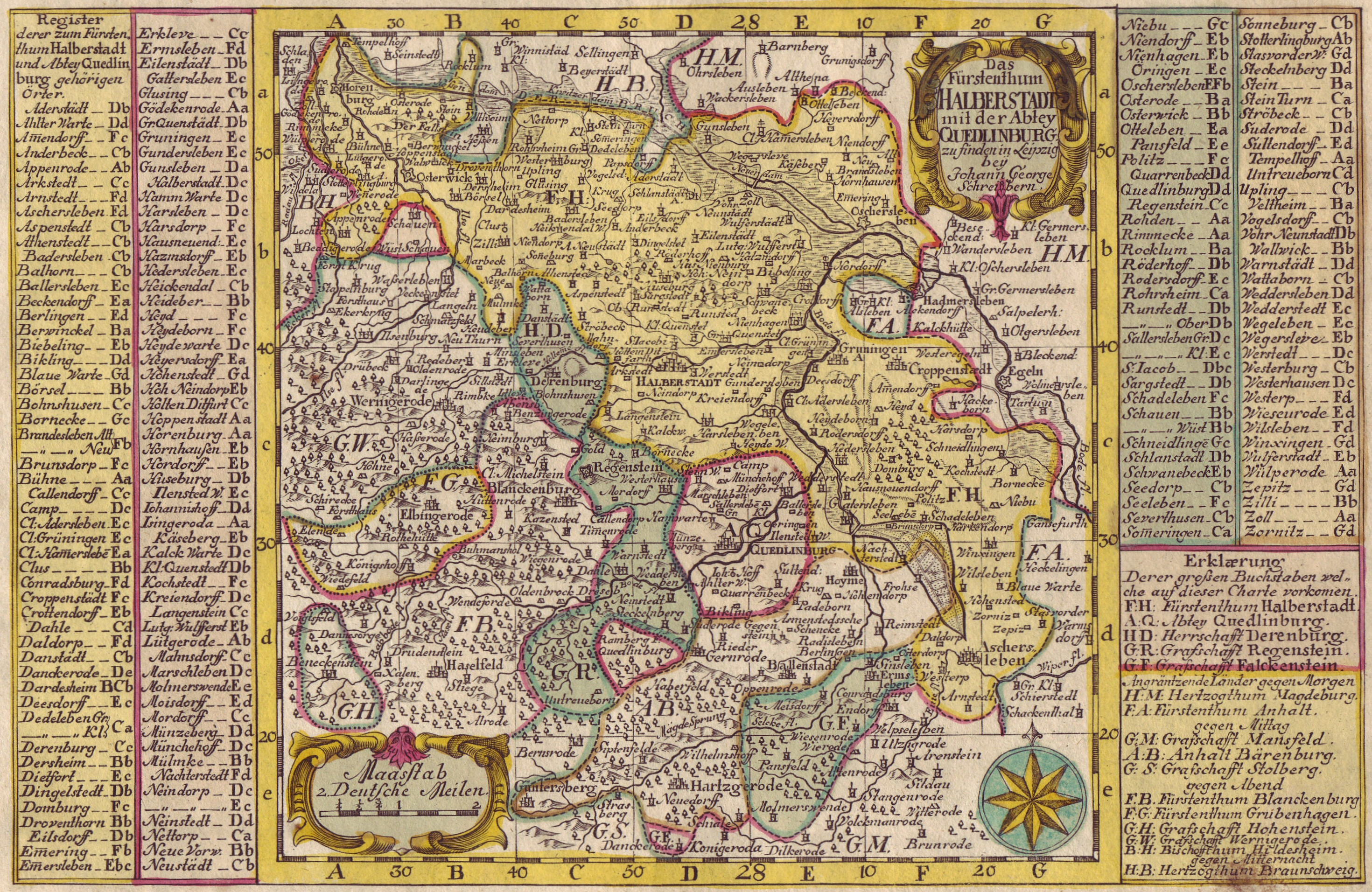
Abtei Quedlinburg um 1750

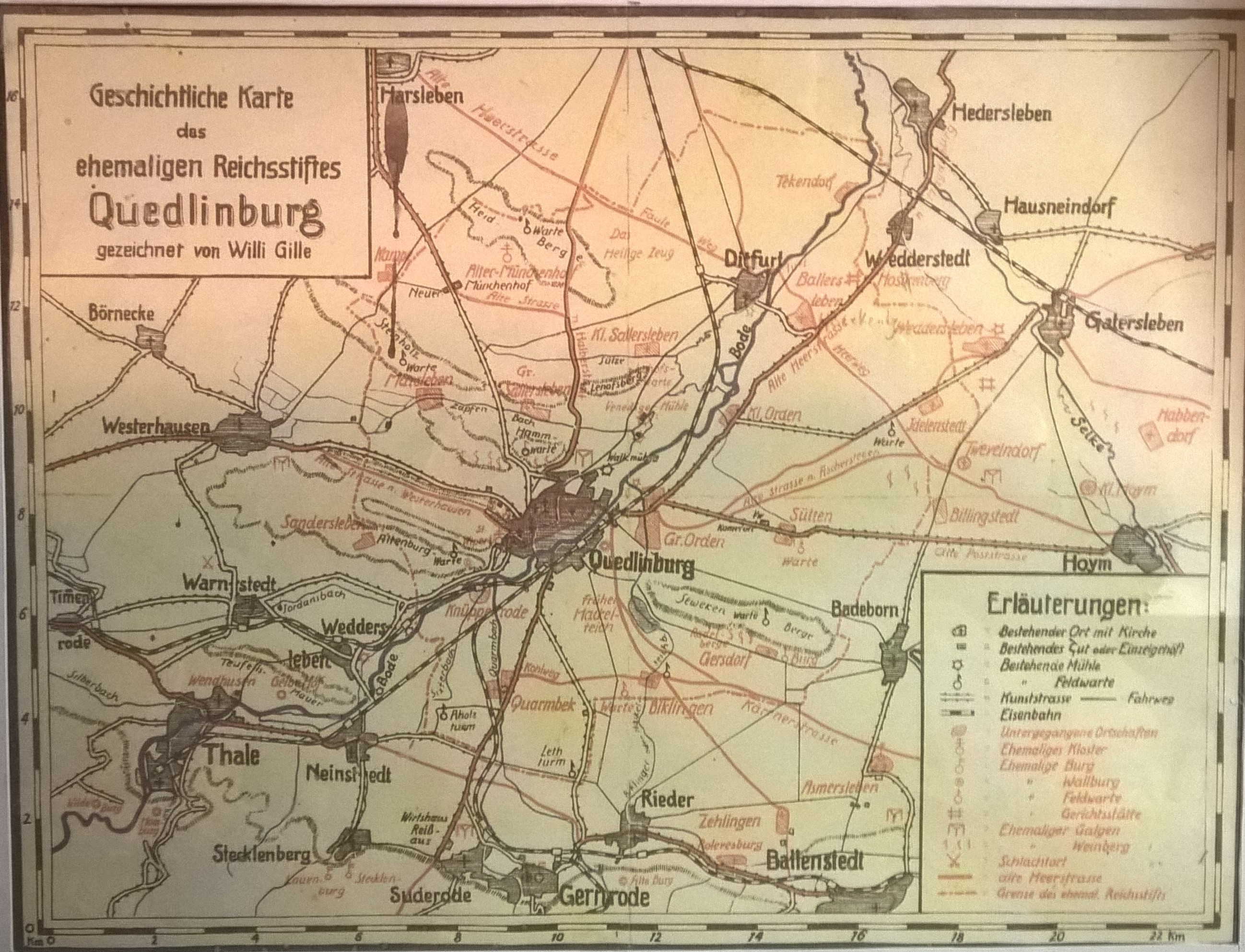
Geschichtliche Karte des ehemaligen Reichsstiftes Quedlinburg

Die Quedlinburger Wüstungen sind ehemalige Dörfer in der Umgebung des Stiftes Quedlinburg, die während des Spätmittelalters verlassen wurden und wüst fielen.
Die Spuren dieser Wüstungen werden bei archäologischen Untersuchungen immer wieder freigelegt. Die folgenden Orte gehörten einst zum Stiftsbesitz (im Uhrzeigersinn, im Nordosten beginnend):
- Tekendorf (erw. 1351, wüst 1493),
- Ballersleben (erw. 804, wüst 1400),
- Lütgen Orden (erw. 1167, wüst 1466),
- Sülten (erw. 961, wüst 1390),
- Groß Orden (erw. um 800, wüst vor 1477/93),
- Gersdorfer Burg (erw. 961, wüst 1267),
- Bicklingen (erw. 961, wüst 1490),
- Quarmbeck (erw. 936, wüst 1426),
- Knippelrode (erw. 1179, wüst 1465?),
- Marsleben (erw. Ende 8. Jh., wüst 1399),
- Groß Sallersleben (erw. 961, wüst 1421/79),
- Klein Sallersleben,
- Kamperode (erw. 1241, wüst 1422).